# Claudio Patrignani
Claudio Patrignani (Fano, 9 gennaio 1959) è un ex mezzofondista italiano, campione mondiale universitario ad Edmonton 1983 ed otto volte campione nazionale.

## Carriera
Ha partecipato ai Giochi olimpici di Los Angeles 1984.

## Palmarès
| Anno | Manifestazione | Sede     | Evento     | Risultato | Tempo  | Note  |
| ---- | -------------- | -------- | ---------- | --------- | ------ | ----- |
| 1983 | Universiade    | Edmonton | 1500 metri | Oro       | 3'41"2 | [ 2 ] |

## Campionati nazionali
Titoli italiani individuali (8)
- Campionati italiani assoluti[3]
  - 1500 m: 5 titoli (1981/1984 e 1987)
- Campionati italiani assoluti indoor[4]
  - 1500 m: 3 titoli (1979, 1983 e 1986)

37 volte in nazionale assoluta

## Altre competizioni internazionali
1981
- 7º in Coppa del mondo ( Roma), 1500 m piani - 3'39"41

1982
- 8º al Memorial Van Damme ( Bruxelles), 1500 m piani - 3'38"37
- 4º al Golden Gala ( Roma), 1500 m piani - 3'38"61

1983
- 13º al Golden Gala ( Roma), miglio - 4'03"45

1984
- Bronzo al Memorial Van Damme ( Bruxelles), 1500 m piani - 3'36"68
- 8º al Golden Gala ( Roma), 1500 m piani - 3'39"73